# تاریخ انقلاب مشروطیت ایران
تاریخ انقلاب مشروطیت ایران کتابی است از مهدی ملک‌زاده یکی از سیاستمداران دوره پهلوی که یکی از منابع قابل توجه در زمینه تاریخ مشروطیت در ایران محسوب می‌شود. این کتاب در هفت جلد تألیف شده‌است.

## ساختار کتاب
کتاب در هفت جلد و مجموعاً ۱۶۹۷ صفحه در قطع وزیری نگاشته شده‌است.
- جلد چهارم:

از ۱۹ فصل تشکیل شده. ملک‌زاده این جلد را با عنوان به یاد حاجی میرزا ابراهیم‌آقا شروع کرده‌است. فصل اول با عنوان اولتیماتوم شاه به مجلس شورای ملی دربارهٔ درخواست محمدعلی شاه برای تبعید چهار نفر از سران مشروطیت (ملک‌المتکلمین - میرزا جهانگیرخان - سید محمدرضا مساوات - آقا سید جمال‌الدین) است. فصل دوم با عنوان تحصن در مجلس به رویدادهایی که به دنبال اولتیماتوم شاه به مجلس صورت گرفته پرداخته و در آن به نامه‌ای اشاره شده که نمایندگان با صرف چندین روز وقت برای شاه نگاشته‌اند و روز سه‌شنبه ۱۶ جمادی‌الاول ۱۳۲۶ به وسیله ممتازالدوله رئیس مجلس و شش نفر از وکلا تقدیم به شاه نمودند. در این فصل اشاره به ستون چرند و پرند در روزنامه صور اسرافیل شده‌است.
- جلد پنجم:

شامل ۱۹ فصل است از صفحه‌ی ۹۳۳ تا ۱۱۵۷. ملک‌زاده آن را با عنوان به یاد قاضی قزوینی شروع کرده. فصل اول به قیام تبریز پرداخته فصل هشتم و دهم به انقلاب رشت فصل یازدهم را با عنوان سردار اسعد نگاشته است. این جلد با فصل نوزدهم با عنوان حرکت اردوی انقلاب به طرف قزوین تمام می‌شود.
- جلد ششم (به یاد روح‌القدس)

شامل ۲۵ فصل. از حرکت اردوی سردار اسعد از قم تا جنگ میان اردوی سالارالدوله و اردوی امیرمفخم
- جلد هفتم (به یاد ثقةالاسلام)

از ۲۴ فصل تشکیل شده که فصل آخر با عنوان تاجگذاری که به تاجگذاری احمدشاه می‌پردازد.